# 大安鎮南宮
大安鎮南宮，或稱南埔鎮南宮，是一間位於臺中市大安區南埔里8鄰南廟路52號的宮廟，是該里最重要的一間宮廟。該宮廟於道光元年（1821年）創立，主祀朱、薛、彭三府王爺，配祀王爺、法主公等神明。

## 交通
台中市公車
站牌：南埔
於南埔站下車後，沿南安路358巷往西走再轉南廟路即可到達本宮廟，自下車行走至本宮廟僅需約5分鐘、400公尺。
- 豐原客運：216
- 巨業交通：699

## 外部連結
- 南埔鎮南宮— 文化資源地理資訊系統 （页面存档备份，存于）
- 大安南埔村鎮南宮 （页面存档备份，存于）
- 鎮南宮－美美網